# Edmund Rubbra
Edmund Rubbra, CBE (* 23. Mai 1901 in Northampton; † 14. Februar 1986 in Gerrards Cross, Buckinghamshire), war ein englischer Komponist und Pianist.

## Leben
Edmund Rubbra stammte aus einfachen Verhältnissen und zeigte früh musikalische Begabung. Ab dem Alter von acht Jahren erhielt er Klavierunterricht. Als Vierzehnjähriger ging er von der Schule ab, um seine Familie finanziell unterstützen zu können und arbeitete als Bürogehilfe, später als Eisenbahnangestellter. Als 17-Jähriger organisierte er in Northampton ein Konzert mit Werken von Cyril Scott, worauf ihn dieser als Privatschüler annahm. Es folgte ein Musikstudium zunächst an der University of Reading, dann ab 1921 mit einem Stipendium am Royal College of Music in London, wo ihn u. a. Gustav Holst unterrichtete. Seinen Lebensunterhalt bestritt Rubbra nach dem Studienabschluss 1925 hauptsächlich durch Unterrichtstätigkeit, Klavierbegleitung und als Musikjournalist. Während seiner Militärzeit im Zweiten Weltkrieg gründete er ein Klaviertrio, dem Joshua Glazier (Violine) (später ersetzt durch Norbert Brainin, dann Erich Gruenberg) und William Pleeth (Violoncello) angehörten. Das Trio hatte bis 1956 Bestand. 1947 bis 1968 lehrte Rubbra als Musikdozent am Worcester College der Oxford University. 1961 bis 1974 war er darüber hinaus Kompositionsprofessor an der Guildhall School of Music and Drama. 1960 wurde Rubbra zum CBE ernannt.

## Werk
Rubbras musikalisches Schaffen umfasst 164 mit Opuszahlen versehene Werke. Darunter befinden sich 11 Sinfonien (er verstarb während der Arbeit an einer 12. Sinfonie), 4 Streichquartette und konzertante Werke. Außerdem schrieb er eine Reihe hauptsächlich religiöser Vokalwerke, etwa eine Missa Cantuarensis und – nach seiner Konversion zum Katholizismus 1948 – eine Missa in honorem Sancti Dominici.
Rubbras Werk blieb zeitlebens der Tonalität verpflichtet. Sein Interesse an der englischen Renaissancemusik spiegelt sich in der ausgeprägten Verwendung kontrapunktischer Techniken wider, so dass seine Kompositionen in dieser Hinsicht zuweilen an Brahms gemahnen. Rubbra verfasste selbst ein Lehrbuch zum Thema Kontrapunkt. Charakteristisch ist die Entwicklung organischer Kompositionsstrukturen aus kleinen Anfangsmotiven.
Machten ihn besonders seine in den 1930er-Jahren entstandenen ersten drei Sinfonien auch einem breiteren Publikum bekannt, nahm die Popularität des als Traditionalist geltenden Komponisten später wieder ab, er blieb aber in Fachkreisen stets geschätzt. Zu einer Gesamteinspielung seiner Sinfonien auf Tonträger kam es erst nach seinem Tod unter der Leitung von Richard Hickox.

## Werkauswahl
- Sinfonien:
  - 1. Sinfonie op. 44 (1936)
  - 2. Sinfonie D-Dur op. 45 (1937)
  - 3. Sinfonie op. 49 (1939)
  - 4. Sinfonie op. 53 (1941)
  - 5. Sinfonie B-Dur op. 63 (1947)
  - 6. Sinfonie op. 80 (1954)
  - 7. Sinfonie C-Dur op. 88 (1956)
  - 8. Sinfonie op. 132, Hommage à Teilhard de Chardin (1968)
  - 9. Sinfonie op. 140, Resurrection (1971)
  - 10. Sinfonie op. 145, da Camera (1974)
  - 11. Sinfonie op. 153, à Colette (1979)

- Konzerte:
  - Konzert für Klavier und Orchester (zurückgezogen) op. 30
  - Sinfonia Concertante C-Dur op. 38 (1936)
  - Konzert für Viola und Orchester A-Dur op. 75
  - Konzert für Klavier und Orchester G-Dur op. 85
  - Konzert für Violine und Orchester A-Dur op. 103
  - Improvisation für Violine und Orchester op. 89
  - Soliloquy für Violoncello und Orchester

- Orchesterwerke:
  - Improvisationen über Virginal-Stücke von Giles Farnaby op. 50
  - The Morning Watch op. 55 (1941)
  - A Tribute op. 56 (1942)
  - Ode to the Queen op. 83 (1953)

- Sonaten:
  - Sonate für Violine und Klavier Nr. 1 op. 11
  - Sonate für Violine und Klavier Nr. 2 op. 31
  - Sonate für Violoncello und Klavier G-Dur op. 60
  - Sonate für Oboe und Klavier C-Dur op. 100
  - Sonate für Violine und Klavier Nr. 3 op. 133

- Weitere Kammermusik:
  - Streichquartett Nr. 1 F-Dur op. 35
  - Klaviertrio Nr. 1 in einem Satz op. 68
  - Streichquartett Nr. 2 E-Dur op. 73
  - Streichquartett Nr. 3 op. 112
  - Klaviertrio Nr. 2 op. 138
  - Streichquartett Nr. 4 op. 150
  - Duo für Englischhorn und Klavier op. 156